# Austroaeschna speciosa
Austroaeschna speciosa là loài chuồn chuồn trong họ Aeshnidae. Loài này được Sjöstedt mô tả khoa học đầu tiên năm 1917.